# Estação Toesca
A Estação Toesca é uma das estações do Metrô de Santiago, situada em Santiago, entre a Estação Los Héroes e a Estação Parque O'Higgins. Faz parte da Linha 2.
Foi inaugurada em 31 de março de 1978. Localiza-se no cruzamento da Rodovia Central com a Avenida Santa Isabel. Atende a comuna de Santiago.